# Napnyuszik
A Napnyuszik (eredeti cím: Sunny Bunnies) 2015-től futó fehérorosz televíziós számítógépes animációs fantasy sorozat, amelyet Andrew Ledenev, Andrew Tolkachev és Sergey Gashnikov alkotta.
Fehéroroszországban a Disney Channel mutatta be 2015. december 6-án. Magyarországon is a Disney Channel tűzte műsorra 2016. december 12-én az eredeti címmel. A TV2 Kids 2022. november 28-án mutatja be Napnyuszik címmel.

## Ismertető
A sorozat középpontjában 5 színes nyuszi van (Turbo, Big Boo, Iris, Shiny és Hopper). Általában Sunny Parkba vannak és mindig van egy kalandjuk.

## Szereplők
- Turbo (narancssárga) – A nyuszik vezetője, magabiztos, szerető, és kedves, de valahogy mindig parancsolgat a barátainak. Narancs taraj van a fején és a fülei mindig felfelé állnak.
- Big Boo (rózsaszín) – Egy túlsúlyos nyuszi, aki szereti a fagylaltot, és mindent megtesz érte, annak ellenére, hogy ügyetlen. Ő és Hopper gyakran  harcolnak egymással, de végén mindig kibékülnek. Egy nagy világoslila nyuszi, és a fülei kicsik.
- Iris (bíbor) – Egy sötétlila nyuszi és van egy testvére, Shiny. Mindent együtt csinálnak. Nem sokat sír. Egy lila nyuszi egy nagy rózsaszín masnival fején.
- Shiny (cián) – Egy világoskék nyuszi, van egy ikertestvére, Iris. Ellentétben a testvérével, neki nincs íja. Fél a magasságtól. Sír, amikor elviszik a dolgait, vagy ha valami különleges tárgya tönkremegy. Ápolt a haja és van egy kicsi százszorszép a jobb oldalán.
- Hopper (zöld) – A legfiatalabb nyuszi. Csintalan, ő az, aki mindig elindítja a kalandokat. Csinál kegyetlen dolgokat is, amiért a barátai haragszanak rá, de mindig bocsánatot kér. Egy világoszöld nyuszi.

## Epizódok
| Évad | Évad | Epizódok | Eredeti sugárzás   | Eredeti sugárzás    | Magyar sugárzás    | Magyar sugárzás |
| Évad | Évad | Epizódok | Évadpremier        | Évadfinálé          | Évadpremier        | Évadfinálé      |
| ---- | ---- | -------- | ------------------ | ------------------- | ------------------ | --------------- |
|      | 1    | 26       | 2016. április 13.  | 2016. augusztus 22. | 2016. december 12. | TBA             |
|      | 2    | 26       | 2016. november 17. | TBA                 | TBA                | TBA             |